# 야쇼다르만

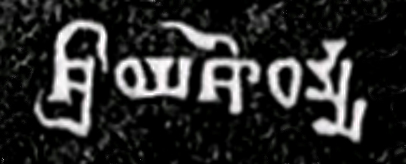
굽타 문자로 된 만다사우르 야쇼다르만-비슈누바르다나 비문 4행의 슈리 야쇼다르마 ("야쇼다르만 경") 이름.

야쇼다르만 (굽타 문자:  Ya-śo-dha-rmma, IAST: Yaśodharman)은 515년부터 545년 사망할 때까지 북인도의 말라바 제국을 다스린 통치자였다. 그는 아울리카라 제2왕조에 속했다. 만다사우르 기둥 비문에 따르면 그는 530년에서 540년 사이에 인도 아대륙의 대부분을 정복했다.

## 통치
5세기 말, 인도는 후나족의 공격을 받았다. 야쇼다르만과 아마도 굽타 황제인 나라심하굽타는 528년 후나족 군대와 그들의 통치자 미히라쿨라를 물리치고 그들을 인도에서 몰아냈다.
야쇼다르만의 세 가지 비문이 만다사우르에서 발견되었다. 이 중 하나인 만다사우르 야쇼다르만-비슈누바르다나 비문은 삼바트 589년(서기 532년)의 것이다.

### 만다사우르 야쇼다르만-비슈누바르다나 비문 (532년)
만다사우르 야쇼다르만-비슈누바르다나 비문은 532년에 작성되었으며, 야쇼다르만의 통치 기간 동안 다시푸라(현대 만다사우르, 종종 만다소르로도 표기됨)에서 닥샤라는 사람이 우물을 건설한 기록이다. 이 비문은 지역 통치자 야쇼다르만과 비슈누바르단이 북부와 동부 왕국들에 대해 거둔 승리를 언급한다. 이 왕국들은 더 이상 특정되지 않지만, 야쇼다르만은 승리 후 북쪽의 알혼족 또는 후나족 영토의 대부분과 동쪽의 굽타 제국 영토의 대부분을 차지한 것으로 알려져 있다. 그 날짜 이후로 알려진 굽타 비문은 마지막 굽타 황제 비슈누굽타에 의한 코티바르샤 지역(서벵골주의 방가르) 토지 증여 딱 한 개 뿐이다. 알혼 후나족에 대한 승리는 만다사우르 기둥 비문에도 묘사되어 있다.
"(L. 5.)— 그리고 다시, 전쟁의 정복자인 영광스러운 비슈누바르다나, 이 인간의 왕은 지상을 정복했다. 그에 의해 아울리카라 문장을 가진 자신의 유명한 혈통은 끊임없이 더 높은 존엄성을 갖게 되었다. 그가 평화로운 제안과 전쟁으로 동부의 강력한 왕들과 북부의 많은 (왕들)을 복종시킴으로써, 세상에서 즐거우나 얻기 어려운 "최고의 왕 중의 왕이자 최고의 주"라는 이 두 번째 이름이 높이 추앙된다."— 만다사우르 야쇼다르만과 비슈누바르다나 비문

### 만다사우르 야쇼다르만 기둥 비문 (515–550년)

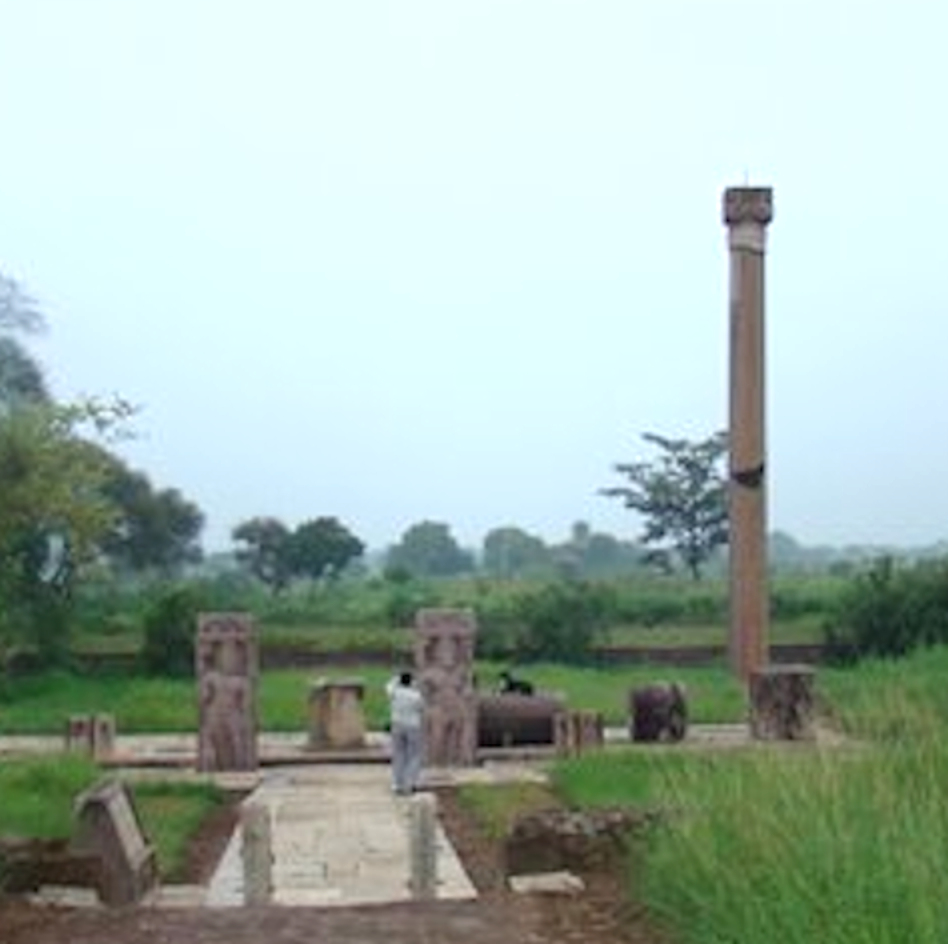
만다사우르 손다니에 있는 야쇼다르만의 승전 기둥.

만다사우르구의 손다니에 있는 두 개의 단일 기둥은 야쇼다르만이 그의 승리를 기념하기 위해 세워졌다. 손다니 비문의 일부에서 야쇼다르만은 미히라쿨라 왕을 물리쳤다고 스스로를 칭찬한다:
"그(야쇼다르만)는 미히라쿨라 왕조차도 (그의) 팔의 힘으로 (복종을 강요하는 행위에서) 낮게 굽혀 이마가 고통받아 머리 꼭대기 머리털의 꽃으로 된 찬사적인 선물로 두 발에 존경을 표했다."— 만다사우르 야쇼다르만 기둥 비문

## 영토
만다사우르 기둥 비문 5행에서 야쇼다르만은 적들을 물리치고 이제 로히트야강(브라마푸트라강) 근처에서 "서해"(서부 인도양)까지, 그리고 히말라야산맥에서 마헨드라 산까지의 영토를 통제한다고 주장한다.
따라서 야쇼다르만은 후나족과 굽타 제국으로부터 광대한 영토를 정복했지만, 그의 제국은 결국 530년에서 540년 사이에 해체되었다.